# 루미
잘랄레딘 모하마드 루미(페르시아어: جلال‌الدین محمد رومی, 튀르키예어: Muhammed Celâleddîn-i Rumi 무함메트 젤랄레디니 루미[*], 1207년 9월 30일 ~ 1273년 12월 17일)는 페르시아의 신비주의 시인이자 이슬람 법학자이다. '모울라나(مولانا, Mevlânâ →우리의 스승)' 또는 '모울라비(مولوی, Mevlevî →나의 스승)'라는 칭호로도 알려져 있다.
발흐에서 출생하여 소아시아(룸)에서 생애의 태반을 보냈기 때문에 발히(بلخی)와 더불어 루미(رومی)라는 니스바로 불렸다. 유년기에 몽골족의 침략을 우려한 부친에게 이끌려 서남아시아를 편력한 후 룸 셀주크의 도읍 코니아에 정주하였다. 부친이 사망한 후에 신비주의의 수업에 진력하여 한 파(派)를 창설하였다. 37세경부터 시를 짓기 시작하여 불후의 명작 《정신적 마스나비》를 완성하였다. 이 전 6권으로 된 방대한 신비주의 시집은 '페르시아어의 코란'이라고도 평가되며 그의 사상적 성전(聖典)이라 하겠다. 몇 가지의 비유·우화·전설의 형식으로 읊은 시로 외면상은 이야기시와 같으나 그 배후에는 절대적인 신의 사랑과 그것을 구하는 인간의 모습이 그려져 있다. 그 외에 감미로운 서정시 〈샴세 타브리즈 시집〉, 산문작품 〈강화집〉(講話集) 〈서간집〉이 있다. 그는 중세의 문학과 사상에 지대한 영향을 끼친 인물이다.

## 같이 보기
- 페르시아 문학